# 하드데이
《하드데이》(영어: Erased, 미국 외 지역에서는 영어: The Expatriate)는 2012년 공개된 캐나다와 벨기에의 액션 스릴러 영화이다.

## 줄거리
전 중앙정보국(CIA) 요원 벤은 10대 딸 에이미와 벨기에에 살며 다국적 기업에서 보안 장치 검사 업무를 보던 중 어느 날 갑자기 회사가 사라지고 동료들이 전부 살해되고 딸과 함께 쫓기게 된다. 벤은 자신이 일하던 회사가 실은 아프리카 반란군에게 무기를 제공하고 혼란을 틈타 리튬 채굴권을 따내려는 자들이 세운 위장 업체에 불과했으며, 이들이 자신의 보안 기술을 이용해 CIA에서 관련 서류를 훔쳤다는 걸 알게 된다.

## 출연
- 에런 엑하트 - 벤 로건 역
- 리아나 리버라토 - 에이미 로건 역
- 올가 쿠릴렌코 - 애나 브랜트 역
- 닐 네이피어 - 데릭 콜러 역
- 케이트 린더 - 기빈스 교장 역
- 알렉산더 펠링 - 플로이드 역
- 개릭 헤이건 - 제임스 핼게이트 역
- 에리크 고동 - 메이틀런드 역
- 데이비드 바크존스 - 마티 브레이머 역
- 데비 웡 - 메이 링 역
- 제이드 하수네이 - 아브디 역
- 이아신 파델 - 나빌 역

## 기타 제작진
- 제작 총괄: 케네스 애치티
- 총괄 제작: 피터 베번, 에릭 브레너, 제러미 버덱, 주디 카이로, 나디아 캄리시, 질 우아테르켄, 해리 와이너
- 배역: 앤드리아 케니언, 랜디 웰스
- 미술: 장프랑수아 캉포
- 의상: 파스칼린 샤반